# 1874

## Esdeveniments
Països Catalans
- 11 de gener, Sarrià (Barcelona): voluntaris republicans s'enfronten amb l'exèrcit espanyol.[1]
- 23 de setembre, Camp de Tarragona, Conca de Barberà, el Penedès i l'Urgell: Aiguat de Santa Tecla, inundació que va desbordar rius i rieres i va causar gairebé 600 morts.[2]
- 1 de novembre, Nova York: primer número de la revista mensual il·lustrada, editada en català, La Llumanera de Nova York.[3]

Resta del món
- 18 de març, Hawaii: Es signa un tractat de comerç amb els Estats Units.[4]
- 1 de juliol: S'inaugura en els Estats Units el primer zoològic.[5]
- 19 d'octubre: Fundació de la Universitat de Zagreb.
- 1 de desembre: Islàndia guanya el seu primer constitució i autonomia limitada.
- Els francesos capturen el Vietnam on estableixen el protectorat d'Annam, que annexionen als seus dominis d'Indoxina.
- A França es duu a terme la primera exposició impressionista

## Naixements
Països Catalans
- 15 de gener - Barcelona: Fructuós Gelabert i Badiella, cineasta català (m. 1955).
- 18 de gener - Sabadell, província de Barcelona: Joan Montllor i Pujal, excursionista i escriptor sabadellenc.
- 25 de gener - Palma: Paula Cañellas Alba, mestra krausista i feminista mallorquina (m. 1940).[6]
- 17 de febrer - Nova York: Ida Helen Ogilvie, geòloga estatunidenca (m. 1963).[7]
- 1 de març - Barcelona: Anna Durà Batlle –Anna Aguilar–, pianista i pedagoga catalana.[8]
- 21 d'abril - Alcover, Alt Camp: Maria Domènech i Escoté, escriptora catalana (m. 1952).[9]
- 1 de maig - Sabadell: Àngel Rodamilans i Canals, sacerdot, monjo benedictí, compositor i organista (m. 1936).[10]
- 17 de juny - Barcelona: Leonor Ferrer Girabau, primera dona delineant d'Espanya.[11]
- 7 de juliol - Montuïri, Mallorca: Catalina Pocoví Mayol, glosadora i pagesa mallorquina.[12]
- 8 de setembre - Manresa: Ignasi Domènech i Puigcercós, cuiner i gastrònom català.
- 17 de setembre - Barcelona: Norbert Font i Sagué, geòleg, espeleòleg, naturalista i escriptor que introduí l'espeleologia a Catalunya.
- 21 de setembre - Barcelona: Josep Maria Sert i Badia, pintor i decorador català (m. 1945).
- 28 d'octubre - Sabadell: Ferran Casablancas i Planell, empresari català, que va revolucionar la indústria cotonera al primer quart del segle xx (m. 1960).
- 16 de novembre - Sant Daniel: Carme Auguet Comalada, mestra gironina fundadora de l'escola pública més antiga de la ciutat, l'Escola Eiximenis.[13]
- Vilassar de Mar: Maria Ferrés i Puig, dibuixant, aquarel·lista i gravadora catalana (m. 1964).[14]

Resta del món
- 16 de gener, Hèlsinki: Herman Gesellius, arquitecte finlandès.
- 25 de gener, París, França: William Somerset Maugham, escriptor britànic
- 25 de gener, Regne Unit: Harvey Grace, compositor.
- 29 de gener, Viena: Robert Lach, compositor.
- 3 de febrer - Allegheny, Pennsilvània: Gertrude Stein, escriptora estatunidenca que visqué gairebé sempre a França (m. 1946).[15]
- 11 de febrer, Estocolm: Elsa Beskow, autora i il·lustradora de llibres infantils sueca.[16]
- 20 de febrer - Aberdeen: Mary Garden, important soprano escocesa del primer ter del segle XX (m. 1967).[17]
- 24 de març, Budapest, Hongria: Harry Houdini, mag nord-americà d'origen hongarès (m. 1926).[18]
- 26 de març, San Francisco, Califòrnia (EUA): Robert Frost, poeta estatunidenc (m. 1963).[19]
- 15 d'abril, Schickenhof, Baviera: Johannes Stark: físic alemany, Premi Nobel de física de l'any 1919 (m. 1957).[20]
- 25 d'abril, Bolonya, Itàlia: Guglielmo Marconi, enginyer italià, Premi Nobel de Física de 1909 (m. 1937).[21]
- 9 de maig, Londres: Lilian Baylis, productora teatral anglesa, artífex de l'Old Vic (m.1937).[22]
- 22 de maig, Riebeek West (Sud-àfrica): Daniel Malan, primer ministre de Sud-àfrica. Se'l considera el màxim exponent del nacionalisme afrikaner racista (m. 1959).[23]
- 16 de juny, Perth South (Canadà): Arthur Meighen, polític canadenc. Va exercir dues vegades com a Primer Ministre del Canadà (m. 1960).[23]
- 12 de juliol, Świnoujście, Imperi Alemany, Elsa von Freytag-Loringhoven, primera artista dadaista (m. 1927).[24]
- 14 de juliol, Alexandria, Egipte: Abbas Hilmi II, Virrei turc d'Egipte.[25]
- 26 de juliol, Vixni Volotxok, Rússia: Serguei Aleksàndrovitx Kussevitski, en rus: Сергей Александрович Кусевицкий, conegut habitualment com a Serge Koussevitzky, contrabaixista, compositor i director d'orquestra rus, nacionalitzat estatunidenc (m. 1951).[26]
- 30 de juliol, Y Waun, Gal·les: Billy Meredith, futbolista gal·lès.
- 10 d'agost, West Branch, Iowa, EUA: Herbert Hoover, 31è president dels Estats Units.[23]
- 22 d'agost, Hollerich: Aline de Saint-Hubert, filantropa i mecenes luxemburguesa.[27]
- 13 de setembre, Viena, Àustria: Arnold Schoenberg, compositor austríac (m. 1951).[28]
- 27 d'agost, Colònia, Alemanya: Carl Bosch, químic i enginyer, Premi Nobel de Química de 1931 (m. 1940).[29]
- 9 de setembre, Brodi: Rosa Schapire, historiadora de l'art i col·leccionista alemanya.[30]
- 21 de setembre, Cheltenham, Regne Unit: Gustav Holst, compositor anglès, (m. 1934).[31]
- 10 d'octubre, Karlsruhe: Minnie Nast, soprano alemanya (m. 1956).[32]
- 15 d'octubre, 
  - Bielsko-Biała: Selma Kurz, soprano operística austríaca (m. 1933).[33]
  - Almeria: Olallo Morales Wilskman, músic.
- 20 d'octubre, Danbury, Connecticut: Charles Ives, compositor estatunidenc (m. 1954).[34]
- 3 de novembre, Honfleur: Lucie Delarue-Mardrus, periodista, poeta, novel·lista, escultora, historiadora i dissenyadora francesa.[35]
- 13 de novembre, Nimes, Llenguadoc-Rosselló, Marguerite Long, pianista francesa.[36]
- 30 de novembre, 
  - Woodstock, Anglaterra: Winston Churchill, Primer Ministre del Regne Unit durant la Segona Guerra Mundial.
  - Illa del Príncep Eduard, Canadà: L. M. Montgomery, escriptora canadenca.[37]
- 28 de desembre, San Millán de la Cogolla: María de la O Lejárraga, escriptora espanyola.[38]

- Cognac: Louis Delage, enginyer i dissenyador industrial francès especialitzat en la indústria automobilística

## Necrològiques
Països Catalans
- 24 de febrer, Barcelona (Barcelonès): Anselm Clavé, compositor, músic i polític català, fundador dels Cors de Clavé.
- 21 de novembre, Roma, Regne d'Itàlia: Marià Fortuny i Marsal, pintor, dibuixant i gravador català (n. 1838).[39]

Resta del món
- Varsòvia: Romuald Zientarski, compositor polonès
- 8 de març- Buffalo, Nova York (EUA): Millard Fillmore, advocat 13è President dels Estats Units d'Amèrica (n. 1800).[25]
- 31 de març, Viena, Imperi Austrohongarès: Ferdinand Scherber, musicòleg i compositor austríac.
- 4 de juliol - Tournai (Bèlgica): Hippolyte Boulenger, paisatgista belga influït per l'Escola de Barbizon, considerat el "Corot" belga (n. 1837).[40]
- 26 d'agost, Fontenoy-le-Château: Julie-Victoire Daubié, periodista i primera dona francesa a obtenir el batxillerat (n. 1824).[41]

- 4 de novembre: François Dauverné, músic francès del Romanticisme.